# Spectroreta
Spectroreta és un gènere monotípic de papallones nocturnes de la subfamília Drepaninae creada per Warren el 1903. La seva única espècie, Spectroreta hyalodisca, va ser descrita per George Hampson el 1896.
Es troba a Sri Lanka, l'Himàlaia nord-oriental, Xina (Zhejiang, Fujian, Jiangxi, Guangdong, Guangxi), Myanmar, Península de Malaca, i a Sumatra, Borneo i les illes Kai.
L'envergadura alar és d'uns 34 mm. Les anteriors són de color marró vermell, variades amb el color groc marró a la zona apical i un gran pegat irregular hialí de color groc dins i per sota del final de la cèl·lula del disc, que es desemboca en un punt entre les venes 4 i 5 i amb una petita taca a la seva vora interior. Hi ha una línia submarginal fosca i obliqua de l'àpex, així com algunes taques grogues al marge i alguna sufusió negra prop de l'angle. Els posteriors són castanyes, amb variacions lleugeres de color groc-marró. Hi ha una línia fosca medial amb un ocel negre amb tons grocs més enllà del centre i hi ha una mica de groc al marge de l'angle.

## Espècies antigues
- Spectroreta thumba D.Y. Xin & X. Wang, 2011 (actualment Amphitorna brunhyala)